# Peter Norbeck Scenic Byway
Peter Norbeck Scenic Byway to narodowa droga krajobrazowa w Black Hills, w amerykańskim stanie Dakota Południowa. Jej przebieg ma kształt cyfry 8 i łączną długość 109,4 km. Droga prowadzi w dużej mierze przez park stanowy Custer i a także w pobliżu pomnika narodowego Mount Rushmore. Status narodowej drogi krajobrazowej uzyskała we wrześniu 1996 roku.
Droga nazwana jest imieniem i nazwiskiem Petera Norbecka, gubernatora i wieloletniego senatora z Dakoty Południowej, który w dużej mierze przyczynił się do rozwoju turystyki w tym regionie i dzięki jego wysiłkom wybudowano część drogi.